# Centro Latinoamericano de Aprendizaje y Servicio Solidario
El Centro Latinoamericano de Aprendizaje y Servicio Solidario (CLAYSS) es una asociación civil sin fines de lucro fundada en Buenos Aires en 2002. Su objetivo principal es el de fomentar y acompañar proyectos educativos solidarios y de aprendizaje-servicio, desarrollados por estudiantes, educadores y organizaciones comunitarias. Su sede central está ubicada en la Ciudad Autónoma de Buenos Aires, Argentina.

## Historia
CLAYSS fue fundado el 26 de febrero de 2002 por la profesora María Nieves Tapia y un grupo de exfuncionarios del “Programa Nacional Escuela y Comunidad” del Ministerio de Educación, que acababa de ser disuelto, con la idea de impulsar la pedagogía del aprendizaje-servicio en la región. Ese mismo año, el equipo comenzó a dictar las primeras capacitaciones en la Argentina y en Chile, Bolivia y Uruguay, organizaron la 6.ª Conferencia Mundial de Servicio Juvenil IANYS (International Association for National Youth Service), elaboraron sus primeras publicaciones impresas, y pusieron en marcha el proyecto de “Acompañamiento a escuelas”.
En 2003, CLAYSS se constituyó como asociación civil sin fines de lucro. A partir de 2004, con el Programa regional "Paso Joven" comenzó a expandirse, acompañando proyectos en toda América Latina mediante la implementación de diferentes programas de aprendizaje-servicio solidario —nacionales y regionales— que otorgan apoyo económico y técnico a instituciones educativas y organizaciones sociales.
En 2014 CLAYSS abrió su sede en Uruguay, donde continúa trabajando en la institucionalización y difusión del AYSS junto a instituciones educativas de todos los niveles y modalidades, el Ministerio de Educación y Cultura y la OEI. Desde 2017 sus programas y acompañamiento a instituciones tienen un alcance mundial, con proyectos, redes aliadas e instituciones apoyadas en los cinco continentes.

## Líneas de trabajo
El objetivo de CLAYSS es brindar apoyo a instituciones educativas y organizaciones sociales para el desarrollo de programas de aprendizaje-servicio. A través de estos programas, el acompañamiento técnico y económico a instituciones alcanza a países como Argentina, Brasil, Colombia, Perú, Uruguay, y a regiones como Europa Central y del Este, teniendo hoy un alcance mundial. Algunos de sus programas no están delimitados por la región geográfica, sino por intereses comunes como es el caso del Programa Uniservitate, de aprendizaje-servicio en la educación superior católica y el de Aprendizaje y Servicio en las Artes que reúne instituciones de diferentes países.
La participación de las instituciones, el intercambio entre todos los actores y la implementación de esta pedagogía también es fomentada por CLAYSS a través de los concursos que organiza y promueve, como el de “Historias que transforman” (en sus ediciones de fotografía, video y comunicación en redes), el Premio Regional de Europa Central y del Este, el Uniservitate Award (Premio Uniservitate), de reciente creación (2022) y el Premio Educación Solidaria de Uruguay.
Además, CLAYSS trabaja en la institucionalización del aprendizaje-servicio, colaborando con instituciones educativas y organismos públicos e internacionales de diferentes puntos del planeta. En algunas instituciones y países existe la obligatoriedad de realizar proyectos solidarios por parte de los estudiantes de escuelas y universidades para obtener su titulación académica, y CLAYSS ha acompañado varias de esas experiencias.
CLAYSS cuenta con un área de capacitación que dicta cursos, de contenido práctico y teórico, para la implementación del aprendizaje-servicio. Están destinados a educadores de todos los niveles, pero también son accesibles a cualquier persona que esté interesada en diseñar y desarrollar proyectos de carácter educativo y solidario. Los cursos son de modalidad virtual, a través de una plataforma propia, accesible a personas que hablan castellano, inglés y portugués, sin limitación geográfica en cuanto a su residencia.
Los programas de investigación sobre aprendizaje-servicio son también un ejercicio de aprendizaje conjunto con instituciones y profesionales, que dan origen a nuevas alianzas y/o publicaciones o proyectos comunes. Durante la pandemia de Covid19, el equipo de CLAYSS compiló un mapa de experiencias en curso pese al aislamiento, participó de diferentes webinars y encuentros virtuales, capacitaciones y talleres, organizados por terceros, acompañando así las transformaciones que las instituciones educativas se vieron obligadas a hacer en el nuevo contexto.
Desde 1997 se realiza en la Ciudad de Buenos Aires, Argentina, el Seminario Internacional de Aprendizaje y Servicio Solidario, organizado en sus comienzos por el Ministerio de Educación y desde 2010 de manera íntegra por CLAYSS. Este evento, único en su género, reúne a los más destacados especialistas del mundo, a educadores de todos los niveles, estudiantes y público general interesado en el tema. El seminario se realiza a fines del mes de agosto y en el marco de la Semana Internacional del Aprendizaje-Servicio. Con el tiempo, se convirtió en un lugar de cita obligada para quienes están interesados en el tema, sobre todo educadores y estudiantes. A lo largo de los 25 años, pasaron por el Seminario más de 15.000 personas que asistieron a sus conferencias, talleres y actividades. Durante los años 2020 y 2021 el Seminario Internacional se realizó de manera virtual, por streaming, lo que facilitó la participación de quienes no habían podido viajar en ediciones anteriores, y permitió llegar a más de 3.000 inscriptos de 60 países en cada edición.

## Redes
El Centro Latinoamericano de AYSS promociona, coordina y es parte de redes nacionales, regionales e internacionales de aprendizaje-servicio. Esta es otra manera de contribuir con la pedagogía del AYSS y de acompañar a las instituciones que encuentran en estas redes un espacio de debate, reflexión y concreción de proyectos.
La Red Iberoamericana de Aprendizaje-Servicio (REDIBAS) fue fundada por CLAYSS en Buenos Aires el 29 de octubre de 2005 y es coordinada desde entonces por CLAYSS y el National Youth Leadership Council (NYLC). Esta red reúne a más de 90 organismos gubernamentales, organizaciones de la sociedad civil, universidades y organismos regionales de América Latina y el Caribe, Estados Unidos, España y Portugal.
A su vez, CLAYSS forma parte y/o participa e impulsa la labor de muchas otras redes en todo el mundo, como la International Association for Research and Community Engagement (IARSLCE), Scholas Ocurrentes, Talloires Network of Engaged Universities, CAN (Community Arts Network) y European Association of Service-Learning in Higher Education  (EOSLHE), la Red Mexicana de Aprendizaje y Servicio Solidario, la Red Argentina de Aprendizaje y Servicio, entre otras.